# نبض الرياض
نبض الرياض هي إحدى مناطق فعاليات موسم الرياض الترفيهي العالمي الذي يقام في مدينة الرياض عاصمة المملكة العربية السعودية، وتشرف عليه الهيئة العامة للترفيه.

## الموقع
تقع منطقة «نبض الرياض»، وسط الرياض بجوار قصر المصمك.

## المناطق الفرعية
تنقسم منطقة «نبض الرياض» إلى مناطق فرعية تُقام فيها العديد من الفعاليات، منها منطقة «ساحة الصفاة». وتحتوي على مجسمات فنية لفنانين محليين، وعروض متنوعة تشمل: الرسم على الرمل، والرسم بمربع روبيك، وفن الشارع «ثلاثي الأبعاد»، وفن الجليتر، وعروضاً مسرحية وموسيقية.
كما تتوفر في الساحة قهوة الصفاة، وهي قهوة تراثية بنمط عصري، تُقدم فيها المشروبات والحلويات التقليدية.
ومن المناطق الفرعية أيضاً منطقة «ساحة المصمك»، التي تتضمن عروضاً فنية ومسرحية وأخرى تفاعلية، إضافة إلى مسرح نبض الرياض، الذي تُقام فيه 30 عرضاً موسيقياً بمشاركة أكثر من 30 فرقة ومغنياً من مختلف أنحاء العالم، وعروض أوركسترا محلية وعالمية، تشمل أداء السمفونيات والموسيقى العربية والعالمية.
كما تنظم منطقة «ساحة المصمك» عروضاً فنية وعالمية للفنان «آش»، وهو موسيقي ومنتج له عدد من المقطوعات الموسيقية، ويعزف على آلات موسيقية عديدة، والذي أحيا أمس أولى فعاليات المنطقة.

## الفعاليات
تبرز المنطقة الجانبين التاريخي والثقافي للسعودية، من خلال عروض مرئية تسرد القصص الثقافية والتاريخية عن مناطق السعودية منذ بداية تأسيس الدولة، ومحاكاتها على جدران قصر المصمك، إلى جانب عروض فلكورية تجسد التقاليد والموروث الثقافي السعودي، كما تشمل الفعاليات عروضاً ترفيهية وموسيقية.
وتشمل فعاليات منطقة «نبض الرياض» مطاعم ومقاهي وأكشاكاً للوجبات السريعة، ويؤدي العروض الفلكلورية فرق تمثل وسط السعودية وغربها وشرقها وشمالها وجنوبها، بالاستفادة من المواهب المشاركة على منصة مطلوب.